# Edition Haus am Gern
Die Edition Haus am Gern ist ein Schweizer Verlag für Bücher aus dem Bereich der bildenden Kunst mit Sitz in Biel/Bienne.

## Geschichte
Die Edition Haus am Gern wurde 2001 als Kunstbuchverlag von Barbara Meyer Cesta und Rudolf Steiner gegründet. Die beiden Künstler, die privat ein Paar sind, arbeiten seit 1998 unter dem Label Haus am Gern zusammen, unter dem sie bereits nicht nur andere Kunstschaffende und Fachleute, sondern auch Laien in ihre konzeptuelle Arbeit einbeziehen. Metaphorisch ausgedrückt, hat die Edition Haus am Gern eines der (virtuellen) Zimmer des Hauses am Gern bezogen.

## Programm
In einer Art nihilistischer Bescheidenheit wird die Vision der Edition Haus am Gern wie folgt formuliert:

«Die Edition Haus am Gern hat kein Programm, denn das ist ihr →Programm!»

Bereits 2004 wurde der Edition ein Preis für die schönsten Bücher der Schweiz verliehen, für den mehrbändigen Gedichtband Nicht bei Trost – a never ending Haiku von Franz Dodel.